# Aéroport de Chu Lai
 (novembre 2014).
L'aéroport de Chu Lai (code IATA : VCL • code OACI : VVCA), se trouve dans la province de Quảng Nam, Viêt Nam. Il a été construit par les États-Unis comme base aérienne durant la guerre du Viêt Nam, puis abandonné après la chute de Saïgon.
Le 22 mars 2004, la construction d'un nouveau terminal débute et est ouvert le 22 mars 2005.
Il comporte une unique piste de 3 050 m.
Le gouvernement vietnamien a accordé d’investir 700 millions USD pour en faire un aéroport international en 2010. Le nouvel aéroport pourra recevoir quatre millions de passager et quatre millions de tonnes de fret par an.

## Situation

### Carte des aéroports du Viêtnam
| Vân Đồn (2018) Thọ Xuân Chu Lai Liên Khuong Đà Nẵng Hải Phòng Cat Bi Hanoï Saïgon Nha Trang Phú Quốc Vinh Buôn Ma Thuôt Cà Mau Côn Đảo Đồng Hới Pleiku Phù Cát Phú Bài Rach Gia Nà Sản Đông Tác Vũng Tàu Cần Thơ Diên Biên Phu Quảng Trị |

## Compagnies aériennes et destinations
| Compagnies               | Destinations                                    |
| ------------------------ | ----------------------------------------------- |
| Bamboo Airways           | Hanoï-Nội Bài                                   |
| Jetstar Pacific Airlines | Hô Chi Minh Ville (Tân Sơn Nhất)                |
| Vietjet Air              | Hanoï-Nội Bài, Hô Chi Minh Ville (Tân Sơn Nhất) |
| Vietnam Airlines         | Hanoï-Nội Bài, Hô Chi Minh Ville (Tân Sơn Nhất) |

Édité le 24/06/2020